# 徐邦达
徐邦达（1911年7月7日—2012年2月23日），字孚尹，号李庵、心远生，晚年号蠖叟，男，浙江海宁人，生于上海，中国书画鉴定专家。曾任北京故宫博物院研究员、中央文物鉴定委员会常务理事。有“徐半尺”（意指其鉴画，于画轴展开半尺已知真伪）和“华夏辨画第一人”之誉。

## 生平
徐邦达生于上海一个海宁富商家庭。父徐尧臣，绸缎商人，但喜收藏，故家中收藏赡富，徐邦达自幼即深受薰陶。少年时先后从娄东派画家李醉石（名涛）习山水，著名画家赵时棢习鉴赏，又入书画大师吴湖帆门下多年，并曾师从冯超然、陈定山等。
1937年夏，应上海博物馆董事长叶恭绰之邀协助“上海市文献展览”的古书画征选工作。此后又受叶之聘，撰写了《上海市文献展览古书画提要目录》一书。
1945年，中国抗日战争胜利后，当选中国美术家协会理事。次年，受聘上海美术馆筹备处顾问。
1949年，中华人民共和国成立后，受聘上海市文物管理委员会顾问。
1950年，经时任国家文物局局长的郑振铎推荐，调任文物局文物处业务秘书。
1953年秋，调故宫博物院参与绘画馆的筹建，从此未曾离开。
1978年，与启功、谢稚柳、刘九庵等组成全国书画巡回鉴定专家组，历时八年，著成多卷本《中国古代书画图目》。
2012年2月23日8时38分，徐邦达在北京市逝世，享年101岁。

## 书画保护和鉴定代表案例

### 赵孟頫《水村图》
1953年以8000元购自东北通化市郊县大栗子沟，藏故宫博物院。

### 郑洞国皮箱
1950年代，追回郑洞国所购溥仪取自故宫的多件珍宝。其中珍品包括五代杰出书法家杨凝式的《夏热帖》，元代王蒙的《太白山图》卷等。

### 文革后的综合考察
发现唐人临摹怀素《食鱼帖》；宋代郭熙《溪山行旅图》中轴，元代黄公望《雪夜访戴图》等。

### 石涛的墨竹《高呼与可》
1990年代，力主国家收购。

## 著作
- 《重编清宫旧藏书画目》
- 《改编历代流传绘画年表》
- 《古书画鉴定概况》
- 《古书画伪讹考辨》
- 《古书画伪讹考辨续编》
- 《古书画过眼要录》
- 《历代书画家传记考辨》
- 《中国绘画史图录》

## 评价
故宫博物院的讣告评价他：“六十年来，徐邦达完成的600万字巨著《徐邦达集》是其研究古书画的心血所成，铸就了影响海内外艺术史界的经典之作和宗师之论，他的逝世，是中国博物馆界的巨大损失，也是我国艺术界特别是书画鉴定界不可弥补的重大损失。”
徐邦达的弟子杨臣彬：“他的脑子就像是一部记录书画的活辞典、一架拍摄书画的录影机。在我的眼里，先生就是为中国书画而生的，先生无论是在书画鉴定方面，抑或在自己的创作上，都像古人说的那样：‘眼界尽古人神髓’”。